# Seehotel am Kaiserstrand
Koordinaten: 47° 31′ 39,8″ N, 9° 44′ 40,5″ O

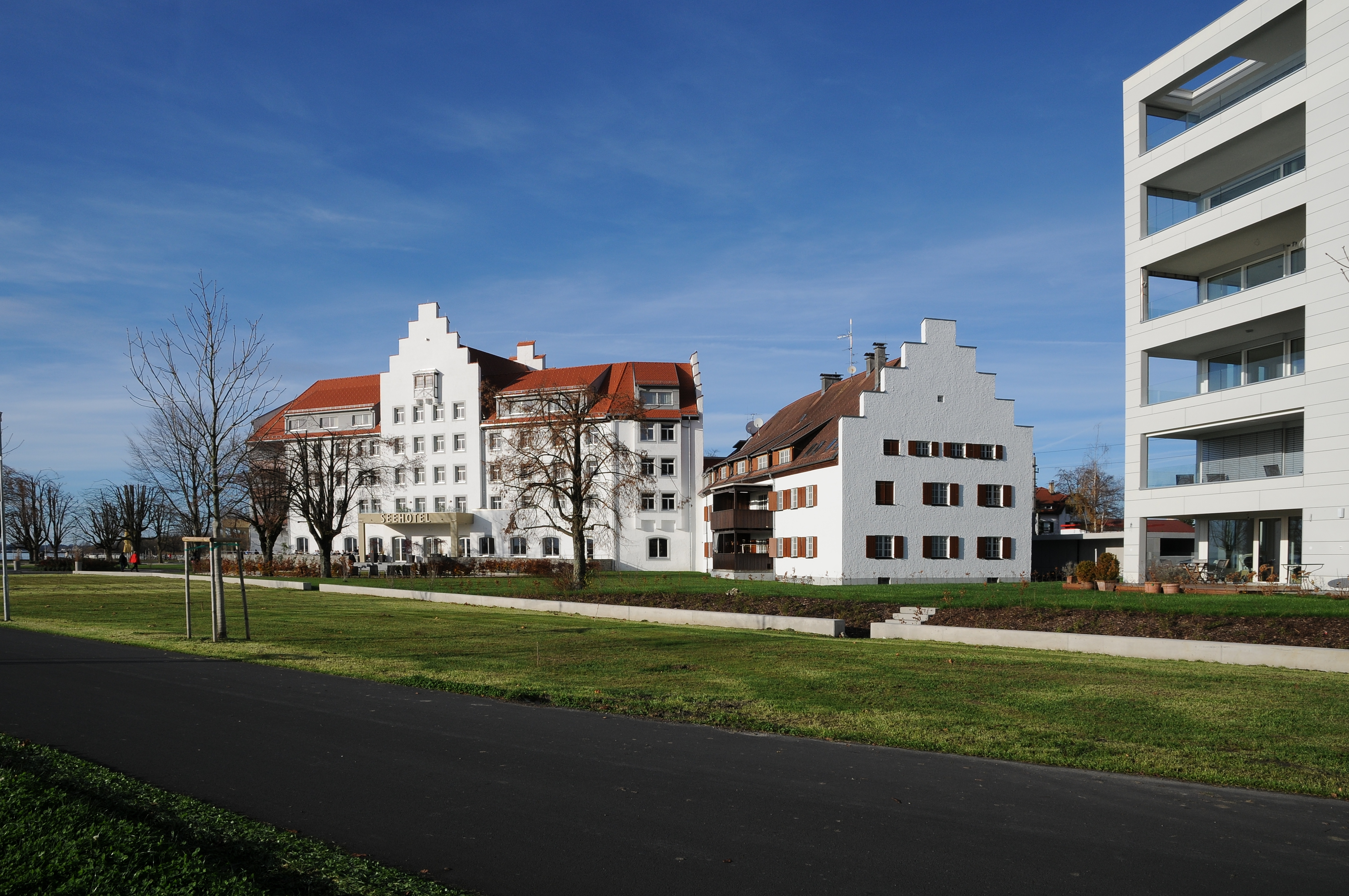
Seehotel am Kaiserstrand

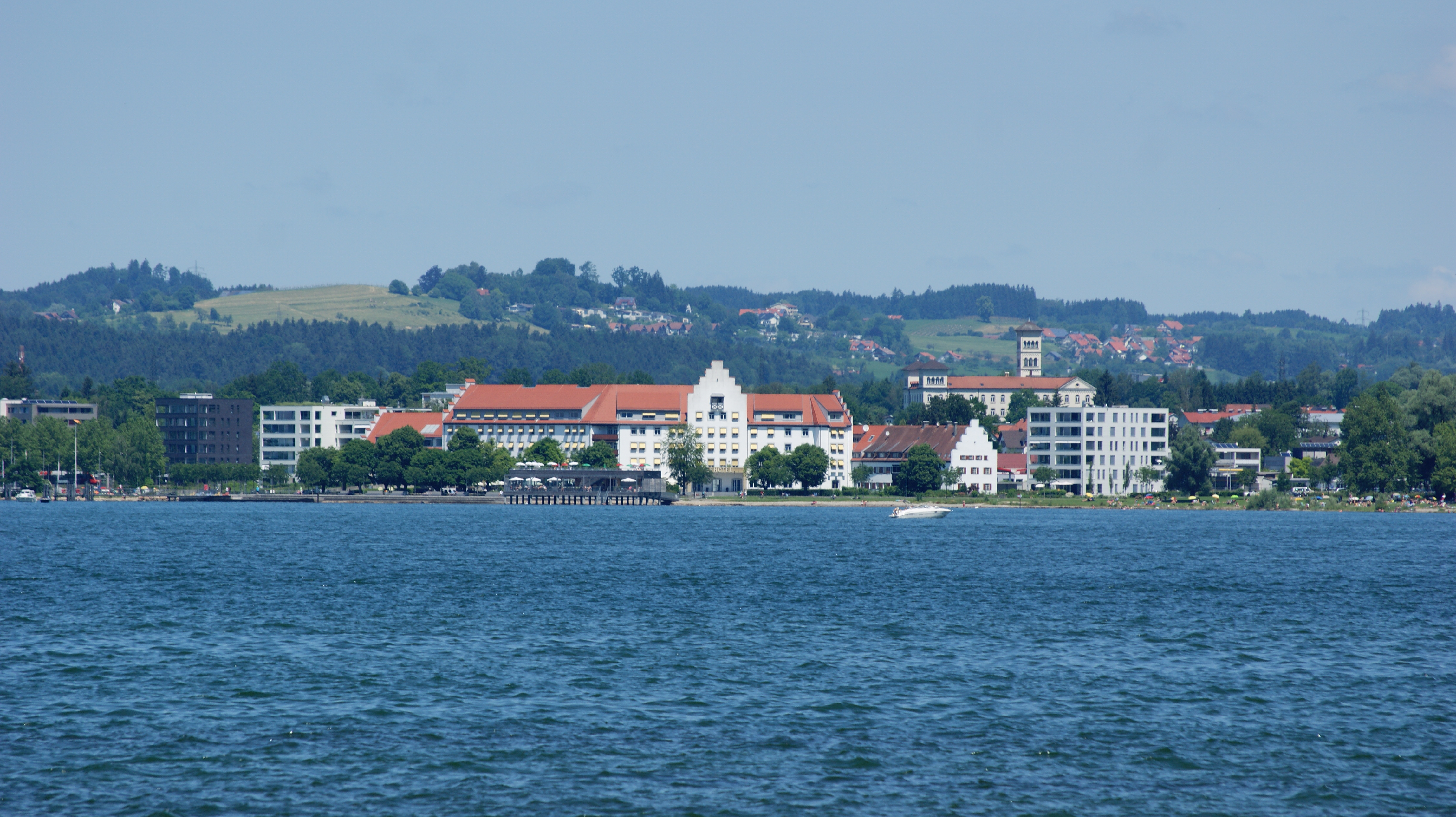
Blick von Bregenz zum Seehotel

Das Seehotel am Kaiserstrand (früher Rhomberg Kaserne) in der Gemeinde Lochau (Vorarlberg, Österreich) mit dem Innenhof steht unter Denkmalschutz.
Es handelt sich um einen mehrgliedrigen Baukörper mit Satteldach und einem Kreuzgiebel sowie einer Vielzahl von Gaupen, teilweise mit burgartigen Zinnen, „spätromantischen“ Balkönchen, Erkern und Fensterrundungen, der sich weitgehend von Nord-West nach Süd-Ost über eine Länge von etwa 150 m und eine Breite (mit Innenhof) von etwa 70 m erstreckt.

## Lage

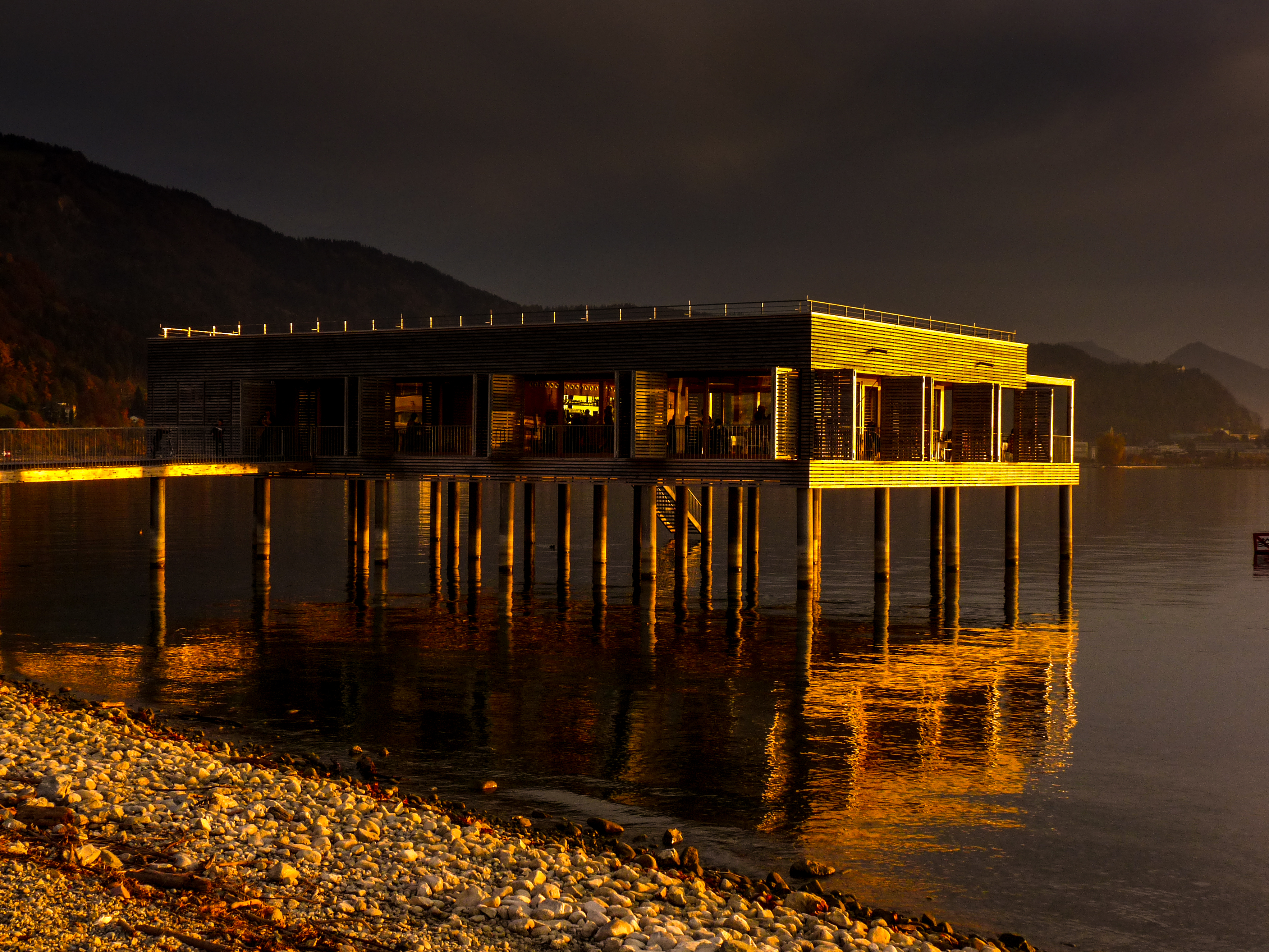
Badehaus des Hotels Kaiserstrand

Das „Seehotel am Kaiserstrand“ (398 m ü. A.) liegt direkt am Ufer des Bodensees auf einem etwa 20.000 Quadratmeter großen Gelände auf einer kleinen Ausbuchtung in den See und gewährt einen öffentlichen Zugang zum Strand. Mitten durch das Areal des Seehotels fließt offen der Lochauer Dorfbach. Links und rechts des historischen Baukörpers wurde anlässlich des letzten großen Umbaus zwei Wohnblöcke in kubischer Form errichtet.
Das Hotel ist von der Dorfmitte von Lochau etwa 600 m Luftlinie entfernt, vor dem Hotel entlang des Bodensees verläuft ein öffentlicher Geh- und Radweg. Wenige Meter vor dem Hotel in südwestlicher Richtung verläuft die Gemeindegrenze zwischen Lochau und Bregenz. Diese verläuft teilweise mitten durch die Gartenanlage des Hotels. Auf der nordöstlichen Seite der Hotelanlage verläuft die Bregenzer Straße (L 190).

## Geschichte
1905 erfolgte der Erwerb des „Edelsitzes Maihof“ durch den späteren Betreiber des Hotels, Georg Hauber († 28. Juli 1918), vom Freiherrn von Pöllnitz-Frankenstein und der Erwerb des Gasthauses „Zum Anker“ von Josef und Theresia Hutter. 1910 erfolgte der Bau des nord-westseitigen Traktes nach den Plänen des Bregenzer Baumeisters Otto Mallaun und am 22. Juli 1910 die Eröffnung. Die erste Erweiterung um den südseitigen Trakt wurde 1912 nach den Plänen des Architekten Willibald Braun durchgeführt. Die Namensgebung als „Kaiser-Strand-Palast-Hotel“ sei von Kaiser Franz Joseph I. selbst genehmigt worden. Im Jahr 1917 besuchten Kaiser Karl I. und dessen Gattin Zita das Hotel. 1917 geriet Georg Hauber in Konkurs, das Hotel wurde geschlossen, 1918 unter neuer Beteiligung wiedereröffnet. 1919 erfolgte eine Erweiterung und der Betrieb als Kurheim Strandhotel Lochau. 
1925 erfolgte der Verkauf an den Verband der Gemeindebeamten in Baden um 600.000 Mark, um ein Erholungsheim für dessen Mitglieder einzurichten. Ab 1938 diente das Hotel kurzfristig als Notunterkunft für Flüchtlinge aus dem Sudetenland und 1939 wurde es von der deutschen Zollverwaltung erworben und bis 1940 zur Reichszollschule umgebaut. In den Jahren 1942 bis 1945 diente das Haus als Reservelazarett der deutschen Wehrmacht, 1945 bis 1953 den in Vorarlberg stationierten französischen Besatzungstruppen. Ab 1953 bis 1997 war das österreichische Bundesheer in dem nun, seit 1967, als „Rhomberg Kaserne“ bezeichneten Komplex. (Der Landammann und Hauptmann Thomas Rhomberg (1572/74–1647) aus Dornbirn kämpfte im Dreißigjährigen Krieg an der Klause in Lochau gegen die Schweden und wurde dabei getötet.) 
2005 wurde die Kaserne an private Investoren verkauft, um etwa 45 Millionen Euro saniert und durch Anbauten wie ein modernes Badehaus (in Anlehnung an eines aus der Frühzeit des Hotels) erweitert. 2010 erfolgte die Wiederaufnahme des Hotelbetriebs als „Seehotel am Kaiserstrand“.
Am 2. November 2021 wurde in den Medien der Konkurs der Betreiberfirma bekannt gegeben, das Hotel ist seitdem geschlossen.
Nach einer Neugestaltung des Erdgeschoßes und des Gastgartens wurde das Hotel 2023 neu eröffnet.

## Erhaltungszustand
Der Erhaltungszustand, der vom Bundesdenkmalamt vorgeschrieben wurde, entspricht der Nutzung des Gebäudes als Reichszollschule 1942. Die Kasernenzäune wurden jedoch entfernt.